# جامعة كولورادو المسيحية
جامعة كولورادو المسيحية (بالإنجليزية: Colorado Christian University)‏ (يُشار إليها اختصارًا: CCU)؛ جامعة للفنون الليبرالية المسيحية الخاصة متعددة الأديان، تقع في مدينة ليكوود في مقاطعة جيفيرسون في كولورادو في الولايات المتحدة الأمريكية. تأسست في عام 1914 باسم معهد دنفر للكتاب المقدس (بالإنجليزية: Denver Bible Institute)‏.

## التاريخ
يعود تاريخ الجامعة إلى إنشاء معهد دنفر للكتاب المقدس في عام 1914. بحلول عام 1919 نما المعهد بشكل كبير وتم شراء أول موقع دائم للمعهد من قبل رجال الأعمال في دنفر. في عام 1945 مُنح معهد دنفر للكتاب المقدس ميثاقًا حكوميًا ليصبح كلية الكتاب المقدس لمدة أربع سنوات والمعروفة باسم كلية دنفر للكتاب المقدس. استمر التوسع في تشكيل ثلاث مدارس أكاديمية رئيسية، بما في ذلك كلية الفنون الليبرالية، والمدرسة اللاهوتية، ومعهد الكتاب المقدس. في عام 1949 تغير إسمها إلى كلية روكمونت.
في عام 1981، حصلت كلية روكمونت على الاعتماد من الرابطة الشمالية المركزية للكليات والمدارس. وأصبحت كلية كولورادو المسيحية بعد دمجها مع مررور أربع سنوات مع تدشين كلية الكتاب المقدس الغربية والمعروفة باسم معهد الكتاب المقدس الغربي قبل أن تصبح كلية في السبعينيات. اندمجت كلية كولورادو المسيحية مع جامعة كولورادو المعمدانية في عام 1989 لتصبح ما يعرف الآن بجامعة كولورادو المسيحية.

## الحرم الجامعي
يقع الحرم الجامعي الرئيسي للجامعة بالقرب من سفوح جبال روكي في ليكوود، كولورادو، وبعد نحو 10 ميل (16 كـم) غرب دنفر.
يضم الحرم كلية الدراسات الجامعية للطلاب التقليديين، إضافة إلى مباني لإسكان الطلاب المتزوجين وطلاب الدراسات العليا. تحتوي كلية الدراسات العليا في الجامعة على مراكز تعليمية إقليمية في جميع أنحاء كولورادو وهي: مركز دنفر للتكنولوجيا، مركز جلوبل أونلاين (إنجلوود)، مركز شمال كولورادو إقليم (لوفلاند)، مركز جنوب كولورادو الإقليمي (كولورادو سبرينغز)، مركز سترلينج، مركز ويسترن كولورادو الإقليمي (جراند جنكشن).
في عام 2002، بدأت الجامعة في البحث عن حرم جديد بالقرب من مدينة كين كاريل، كولورادو بعد محاولتها تطوير حرم فوتهيلز بالقرب من موريسون، كولورادو لأكثر من 40 عامًا، درست الجامعة 53 موقع بالشراكة مع محطة الإذاعة المسيحية KWBI. فشلت الخطط في إعادة تخصيص ممتلكات إضافية في الموقع للاستخدام المستقبلي وتم التخلي عنها وهدمها منذ ذلك الحين.
في عام 2009، قدمت الجامعة عرضًا أوليًا لجمعية مجتمع المرتفعات الزراعية (HCRA) لشراء حوالي 100 هكتار لتطوير حرم جامعي جديد في هايلاندز رانش، كولورادو. وبسبب معارضة السكان، سحبت الجامعة رسميًا عرضها لشراء الأراضي في 11 يناير 2010.

### تجديد الحرم الجامعي
تخضع الجامعة لتجديد حرمها في موقعها الحالي في ليكوود، كولورادو. ومن المقرر أن يستغرق التجديد ما بين 7 و 9 سنوات بتكلفة تتجاوز 120 مليون دولار.
في عام 2012 قاد ويليام أرمسترونغ رئيس الجامعة السابق مشروع تجديد الحرم الجامعي. حيث أنشأت الجامعة مبادرة Armstrong Legacy كمحاولة لتأمين 30 مليون دولار لمركز Armstrong، و 19 مليون دولار لمبنى أكاديمي جديد. كما يتم تجميع مبلغ 50 مليون دولار لتوفير صندوق هبات جديد للمنح الدراسية للطلاب حسب الحاجة.
افتتح المبنى الأكاديمي الجديد Leprino Hall في خريف 2014. تبلغ تكلفة البناء الذي تبلغ مساحته 43000 م2 نحو 30 مليون دولار أمريكي وتم الانتهاء منه في صيف عام 2014.
افتتحت الجامعة قاعة سكن جديدة للطلاب في أغسطس 2015. وسميت "Yetter Hall" على اسم رئيس كلية Rockmont College (من 1954- 1963). تضم قاعة الإقامة نحو 300 طالب في 53 وحدة سكنية. تحتوي كل وحدة على ثلاث غرف نوم وثلاثة حمامات وغرفة معيشة ومطبخ كامل.
في 24 أغسطس 2017، افتتح مركز الطلاب Anschutz. والذي يقع في وسط حرم الجامعة بمساحة تصل إلى 55000 م2، بما في ذلك خدمات الطعام والمكاتب وصالة ألعاب رياضية.
الطابق العلوي بمركز الطلاب في Anschutz هو مكان مخصص للطلاب ويضم غرفة ألعاب، إلى جانب مكاتب الأنشطة الطلابية.
يحتوي الطابق الرئيسي لمركز الطلاب على مقصف. والغرفة الكبيرة متاحة للتجمعات المختلفة للطلاب والزائرين في الحرم الجامعي.
يجري حاليًا جمع التبرعات لمركز أرمسترونغ، حيث سيكون المرفق بمثابة العمود الفقري للرباع الأكاديمي؛ وسوف يضم مركز Lee Strobel مكتبة كليفورد فاولر، وأول مصلى مخصص للجامعة. تشمل الخطط المستقبلية أيضًا إنشاء مبنى أكاديمي مخصص.

## الإعتماد الأكاديمي
تتكون الجامعة من كليتين: كلية الدراسات الجامعية وكلية الدراسات العليا والبالغين. تقدم الجامعة أكثر من 100 درجة علمية إضافة إلى برامج الترخيص والاعتماد.
الجامعة معتمدة من قبل لجنة التعليم العالي، كما أنها عضو في مجلس الكليات والجامعات المسيحية،  وعضو في الجمعية الوطنية للكليات والجامعات المستقلة،  ومجلس الكليات المستقلة.
تقدم كلية الدراسات الجامعية 30 تخصصًا فريدًا، وبرامج أكاديمية للطلاب كما تقدم فرصًا للدراسة خارج الحرم الجامعي من خلال أفضل الكليات المسيحية والجامعات، وأفضل برنامج فصل دراسي، إضافة إلى فرص دراسية في كلية جامعة القدس  بفلسطين.
في حين تقدم تقدم كلية الدراسات الدراسات العليا، درجات البكالوريوس، وبرامج الشهادات للمهنيين العاملين. كما تقدم الكلية درجات الماجستير وبرامج شهادات التخرج.
يمكن للطلاب الالتحاق بالدورات من خلال مراكز دراسات الكبار وكلية الدراسات العليا في جميع أنحاء كولورادو أو من خلال مركز الكلية العالمي عبر الإنترنت.
ووفقًا للمركز الوطني لإحصاءات التعليم، لدى الجامعة سياسة قبول مفتوحة للتسجيل. ومع ذلك يُطلب من المتقدمين تقديم «توصية روحية قوية» من القس أو القس الشاب أو «المرشد الروحي» التي تصف شهادتهم ونموهم المسيحي.

## الترتيب
في عام 2012، ضم مجلس الأمناء والخريجين الأمريكيين جامعة كولورادو المسيحية في كتابه ماذا سيتعلمون؟ وهو نظام تقييم سنوي للكليات والجامعات. يعين النظام درجة «حرف» في 1070 جامعة بناءً على عدد المواد الأساسية السبعة التالية المطلوبة: التكوين والأدب واللغة الأجنبية والتاريخ الأمريكي والاقتصاد والرياضيات والعلوم.
كانت جامعة كولورادو المسيحية واحدة من 21 مدرسة تحصل على درجة «أ»، والتي يتم تخصيصها للكليات التي تضم ستة على الأقل من المواد السبع المحددة في مناهجها الأساسية. تم منح الجامعة هذا التمييز على مدى السنوات الثماني الماضية.

## الحياة الطلابية
يُطلب من جميع الطلاب الجامعيين التقليديين التوقيع على "ميثاق أسلوب الحياة" للالتحاق بجامعة كولورادو المسيحية. ينص ميثاق أسلوب الحياة على التزام "بتعليم الرجال والنساء في عملية دمج إيمانهم وتعليمهم. وتعبر هذه الاتفاقية أيضًا عن التزام الجامعة بتوفير مناخ للدراسة والاستكشاف الشخصي والمشاركة في العلاقات الشخصية والحياة الروحية والنمو الذي يفضي إلى تحقيق الطلاب للأهداف مع الاستمتاع بالعيش والتعلم في المجتمع.
كما يُطلب من أولئك الذين يوقعون ميثاق نمط الحياة حضور خدمات الكنيسة والمصلى. ويتوقع من الطلاب بموجب ميثاق نمط الحياة أن يظلوا ممتثلين للقوانين الفيدرالية وقوانين الولاية والقوانين المحلية. في حين أن الطلاب الذين يفشلون في التوقيع على العهد يخضعون للفصل الفوري.
تطلب الجامعة من طلابها في رد الجميل للمجتمع، ومن أجل التخرج من الكلية الجامعية التقليدية يجب على كل طالب إكمال 45 ساعة عمل لما مجموعه 180 ساعة من خدمة المجتمع من خلال زيارة محلية أو دولية أو لمنظمة غير ربحية أو عمل تجاري.

## ألعاب القوى
تشارك الجامعة في الرابطة الوطنية للكلية المسيحية الرياضية، حيث يتنافس الطلاب في 15 رياضة بين الكليات مع أكثر من 200 رياضي أخرين، ويتنافسون جميعهم في فعاليات روكي ماونتن الرياضي. 

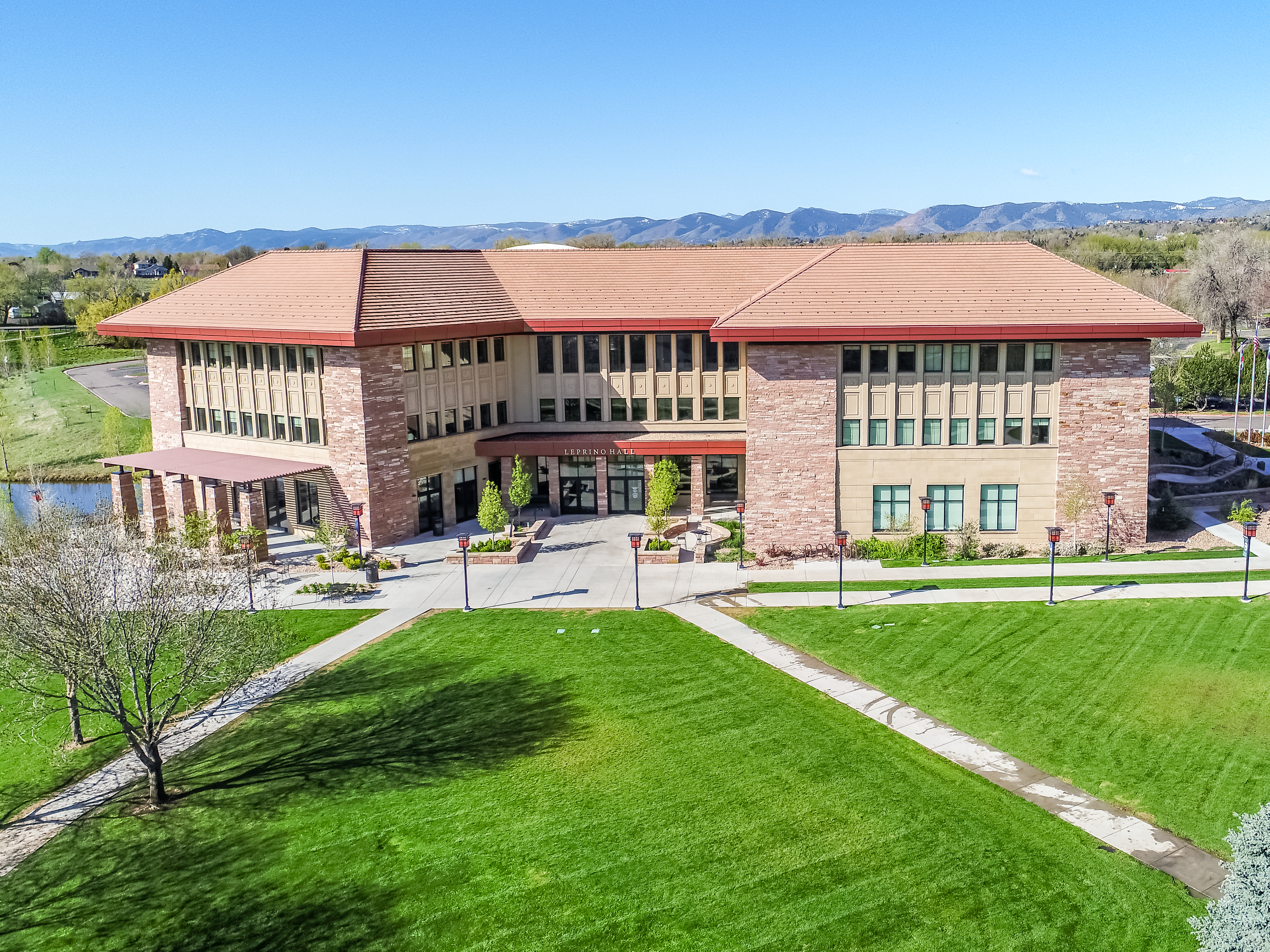
قاعة ليبرينو

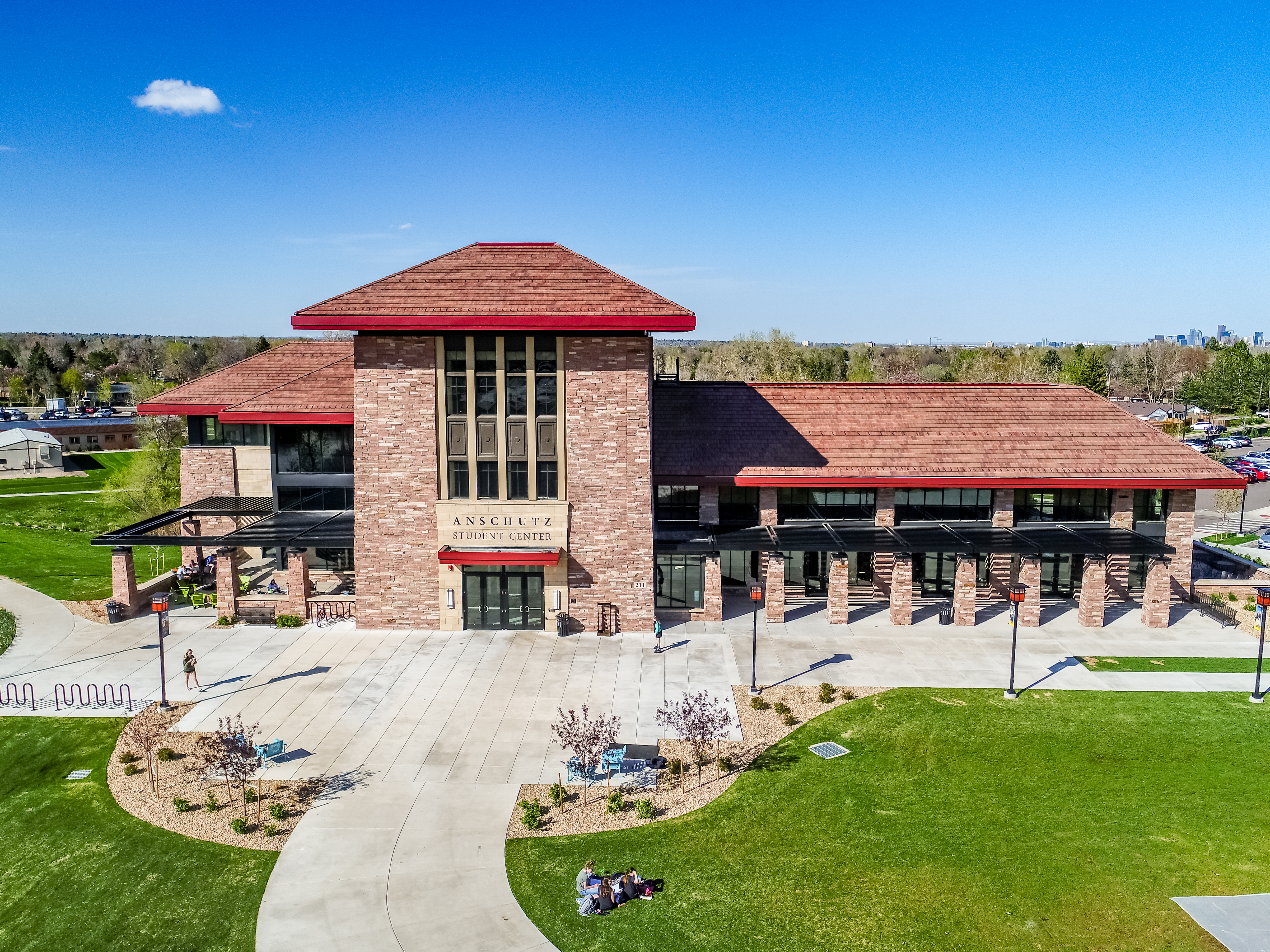
مركز الطلاب Anschutz

## خريجون متميزون
- جون بيكر، ممثل ولاية كولورادو
- بريان بروك، لاهوتي
- كريس ماكليلان، لاعب كرة القدم الأمريكية
- ديف دانيلز، مدرب كرة السلة في الكلية.[31]
- بيتي سبارو دوريس، وزيرة تطوير القوى العاملة السابقة، ولاية نيو مكسيكو [32]
- جون إلدردج، مؤلف مسيحي ومؤسس قلب الفدية [33]
- برنت هوبا، لاعب كرة السلة الأسترالي
- كيفين لوندبرغ، عضو مجلس الشيوخ عن ولاية كولورادو
- ليانور أورتيغا، عازف الساكسفون لخمسة الهيجان الحديدي [34]
- تشانغ شو ون، سياسي تايواني
- وليام أرمسترونج، عضو مجلس الشيوخ الأمريكي

## روابط خارجية
- الموقع الرسمي
- الموقع الرسمي لألعاب القوى